# Christian Korthals
Christian Korthals (* 1978 in Nürnberg) ist ein deutscher Musiker (Tenor- und Sopransaxophon, außerdem Klavier, Gesang, Komposition) und Schauspieler.

## Leben und Werk
Korthals studierte Computerlinguistik in Erlangen und Saarbrücken, brach danach als Straßenmusiker auf eine einjährige Weltreise auf und studierte anschließend Jazzsaxophon in Arnheim (ArtEZ Kunsthochschule, Niederlande). Er bildete sich außerdem an der Berliner Schule für Schauspiel und dem Theater im Kino Berlin zum Schauspieler weiter. Er lebt seit 2012 in Berlin.
Sein Debütalbum mit seinem Sextett Tian et al veröffentlichte er 2012 bei Neuklang Records. Er ist darauf auf Sopran- und Tenorsaxophon mit eigenen Kompositionen zu hören. Es folgte eine Deutschland-Tour mit Förderung der Initiative Musik. Seit 2014 wirkt er intensiv im Composers’ Orchestra Berlin unter der Leitung von Hazel Leach mit (bislang drei CD-Veröffentlichungen und ein Hörbuch, für das er komponierte). Neben Kompositionen für das Composers’ Orchestra Berlin schreibt er auch für Klavier, Jazzcombo, Big Band und Saxophone (verlegt bei advance music/Schott und Universal Edition Wien).
Im Theaterkontext war er u. a. am Theater Hagen bei Holger Hauers Inszenierung der Rocky Horror Show zu sehen (mit Guildo Horn und den orthopädischen Strümpfen). 2021/22 wirkte er als Musiker und Schauspieler in Paulus Mankers achtstündiger Produktion von Karl Kraus’ Die letzten Tage der Menschheit sowie in Alma mit.

## Veröffentlichungen

### CDs
- Tian et al: Lost & Found. Neuklang 2012 (mit Achim Fink, Christoph Siegenthaler, Angel Rubio, Benjamin Tai Trawinski, Tobias Möller)
- Composers’ Orchestra Berlin: Free Range Music. JazzHausMusik 2014
- Composers’ Orchestra Berlin: Holding Pattern. JazzHausMusik 2022
- The Composers’ Orchestra Berlin plays the music of Christian Korthals. Exoplanet. JazzHausMusik 2023

### Hörbuch
- Franz Hessel, Composers’ Orchestra Berlin. Spazieren in Berlin. Buchfunk 2014

### Notenveröffentlichungen
- Echo from the Past. Für 5 Saxophone (AATTB oder SATTB). advance music/Schott 2010
- Flor Mixteca. Für 5 Saxophone (AATTB oder SATTB) und optionale Perkussion. advance music/Schott 2012
- Around the Globe. 9 Saxophon-Duette (zwei gleiche Saxophone oder AT). Universal Edition 2022
- Der ungetanzte Tango (für Kammerorchester). Universal Edition 2023

## Bühne
- „Rocky Horror Show“ von Richard O’Brien, Regie Holger Hauer, theaterhagen 2012 bis 2016
- „Der Kontrabass“ von Patrick Süskind, Theater im Kino, Berlin 2016
- „Die letzten Tage der Menschheit“ von Karl Kraus, Regie Paulus Manker, Berlin 2021/22
- „Alma“ von Joshua Sobol, Regie Paulus Manker, Berlin 2022, Wien 2023